# 巴西库里奇巴圣殿

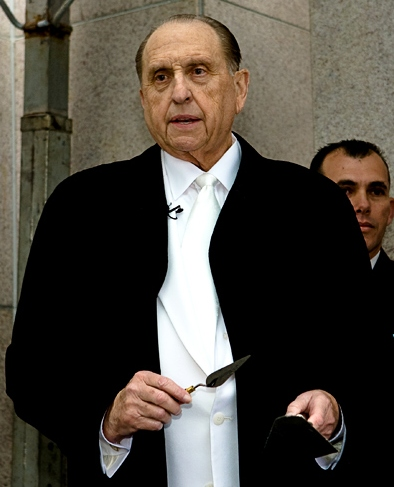

巴西库里蒂巴圣殿（Curitiba Brazil Temple）是耶穌基督後期聖徒教會的一个圣殿，也是巴西的第5座圣殿，位于巴西巴拉那州首府库里蒂巴。2002年8月23日宣布建造，2005年3月10日举行了开工仪式，2008年6月1日由总会长Thomas S. Monson主持了奉献仪式。